# Liesegang-jelenség

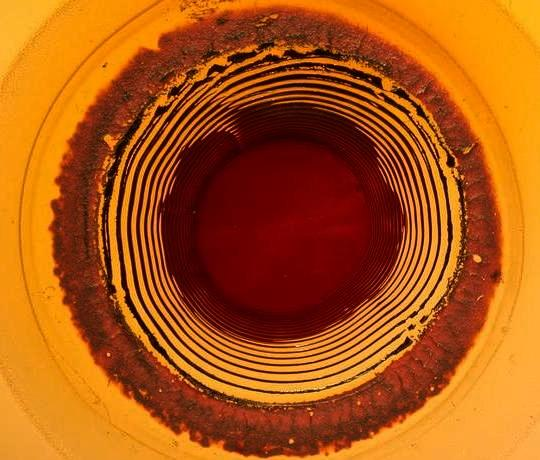
Ezüst-kromát csapadékmintázat zselatinban

A Liesegang-jelenség (Liesegang-gyűrűk) a kémiai mintázatképződési folyamatok egy speciális formája, amelynél a mintázatot egy vízben rosszul oldódó anyag (csapadék) keletkezésével járó reakció nyomán alakul ki.
A jelenség a tapasztalatok szerint számos (nem kizárt, hogy valamennyi) csapadékképződéssel járó kémiai reakcióban megjelenik, ha megfelelően
állítjuk be a koncentrációviszonyokat, illetve gondoskodunk a konvekció megakadályozásáról.

## Az alapjelenség
A szervetlen kémiából számos olyan reakció ismert, amely csapadékképződéssel jár.  Hajtsunk végre egy ilyen reakciót úgy, hogy a komponensek ne pillanatszerűen kerüljenek egymással érintkezésbe, hanem a diffúzió szállítsa őket lassan egymás felé.  Ez a legegyszerűbben úgy
valósítható meg, ha az egyik reaktáns oldatával egy gélt duzzasztunk meg, a másik oldatát pedig a gél tetejére öntve vagy cseppentve hagyjuk azt
belediffundálni.
A jelenség lényege, hogy a várakozással ellentétben ilyenkor számos esetben nem egy folytonos csapadékzóna keletkezik, hanem különálló, a diffúzió irányában egyre ritkuló, arra merőleges zónák jönnek létre.
A kísérlet kémcsőben (lineáris elrendezés) vagy géllapon (radiális mintázat) is végrehajtható. Az eredeti recept szerint híg kálium-bikromát oldathoz melegen zselatint adunk, majd a még meleg oldatot üveglapra, vagy a kémcsőbe öntjük. A gél megszilárdulása után a felszínre tömény ezüst-nitrát oldatot cseppentünk/öntünk és a rendszert  lehetőleg fénytől védve – állni hagyjuk.
Néhány óra elteltével előbb egy folytonos csapadéksáv keletkezik a gél és az
ezüst-nitrát oldat határfelületénél, amit üres régiók és általában éles   
határfelületű gyűrűk illetve csíkok követnek.  A teljes mintázat
kifejlődésének ideje a mérettől függ.  Mivel a rendszer nagyjából diffuzív
kinetikát követ, az idő a méret négyzetével arányos.  Közönséges kémcsőben a
mintázat körülbelül 1-2 nap alatt kialakul.
Kialakulása után a csapadék eloszlása rendkívüli állandóságot mutat. Egyes 
beszámolók szerint évtizedek múltán is fennmarad.
A Liesegang-jelenség valójában nem kötődik gélhez, vagy bármely más kolloid 
rendszerhez. Teljesen hasonló struktúrák alakulhatnak ki, ha a két komponens 
egy vízzel telt kapillárisban reagál, vagy gázfázisban játszódik le valamilyen 
szilárd vagy folyékony termék keletkezésével járó folyamat. Liesegang-mintázat 
kialakulása figyelhető meg időnként ötvözetek hőkezelése során, vagy fémekben 
lejátszódó szilárd fázisú reakciók során. A gél szerepe tehát csak annyi, hogy 
meggátolja a komponensek keveredését (konvekció), illetve a csapadék kiülepedését 
(szedimentáció).
Összességében a Liesegang-mintázatok kialakulásáért a diffúzió és a közben lejátszódó 
kémiai reakció bonyolult összjátéka a felelős.

## Történet
A Liesegang-jelenséget részletesen először egy német kémikus, Raphael Eduard
Liesegang írta le 1896-ban, aki híg kálium-bikromát oldattal készített
zselatinrétegre véletlenül ráejtett egy apró ezüst-nitrát kristályt.. 
Néhány óra elteltével a szennyeződés körül éles rajzolatú csapadékgyűrűk
alakultak ki, amelyek a középponttól távolodva geometriailag szabályos  
ütemben ritkultak.
A név ellenére a periodikus csapadékképződést valójában nem Liesegang
fedezte fel először.  Előtte már legalább ketten leírták (Frederic Ferdinand
Runge 1855. ; Ord  1869.) , de egyikük nem tulajdonított neki különösebb  
jelentőséget, a másikat (Runge) pedig inkább a dolog szépsége ragadta meg,  
így kortársai egyszerűen nem vették komolyan.  Maga a „Liesegang-jelenség”  
elnevezés Wilhelm Ostwaldtól származik, aki egy évvel a „hivatalos”
felfedezés után a periodikus csapadékképződés első elméletét (túltelítési
modell) felállította.
Annak ellenére, hogy a Liesegang-mintázatok a XX. század során számos,
egészen különböző területen tevékenykedő kutató érdeklődését keltették föl,
kielégítő magyarázata csak a 2000-es évek elején született.

## Skálatörvények
A Liesegang-mintázatok néhány meglepő szabályosságot mutatnak.
Ezek közül a legismertebb az úgynevezett távolságtörvény, amelynek felismerése Jablczinsky 
nevéhez fűződik (1923). A távolságtörvény szerint a Liesegang gyűrűk egymástól, vagy a mintázat 
kezdőpontjától mért távolságai mértani sorozatot alkotnak, vagyis a szomszédos zónatávolságok 
aránya állandó:

{\displaystyle P={\frac {x_{n+1}}{x_{n}}}}
Ez az állandó ugyanakkor nem univerzális konstans, értéke mintázatonként más-más 
lehet. A mértani sorozat hányadosa, az úgynevezett távolsági koefficiens alapesetben 1-nél nagyobb, 
az 1,5-et azonban csak ritkán haladja meg.
Az időtörvény szerint a csapadéksávok kezdőponttól mért távolságának, és a kialakulásukig eltelt 
idő négyzetgyökének a hányadosa szintén állandó (de nem univerzális) érték:

{\displaystyle K={\frac {x_{n}}{{\sqrt {t}}_{n}}}}
Ez a tény tulajdonképpen csupán a mintázat felépülési folyamatának diffúzió-kontrollált voltát bizonyítja.
A távolság- és időtörvényt viszonylag korán felfedezték. Későbbi vizsgálatok kimutatták, hogy a 
csapadékzónák vastagsága ugyanolyan, de eltérő kvócienssel rendelkező skálatörvényt követnek, mint a 
pozícióik, vagyis ezek is mértani sorozatot alkotnak:

{\displaystyle Q={\frac {w_{n+1}}{w_{n}}}}
Ez a szélességtörvény. (Bizonyos elméleti megfontolások alapján felmerült, hogy a távolsági és a 
szélességi koefficiens között egy univerzális összefüggés van, de ez később tévesnek bizonyult.)
Az úgynevezett Matalon-Packter szabály értelmében a távolsági koefficiens monoton csökkenő függvénye a 
külső elektrolit koncentrációjának:

{\displaystyle P=F(b_{0})+{\frac {G(b_{0})}{a_{0}}}}
Ezt a szabályt eredetileg nagy számú kísérlet kiértékelése alapján javasolták, később pedig elméleti alapon is 
valószínűsítették a helyességét. Nagyon nagy számú (40.000+) szimuláció és a kapott adatok illesztése alapján 
csupán egészen jó közelítésnek tűnik.

## Anomális szerkezetek
Annak ellenére, hogy a Liesegang-mintázatok többsége rendelkezik a fenti szabályosságokkal, a 
szakirodalomban szép számmal találhatók beszámolók olyan szerkezetekről is, amelyek valamilyen módon 
eltérnek ezektől. E szabálytalan mintázatok közös vonása, hogy általában nagyon nehéz, vagy teljesen 
lehetetlen őket kísérletileg reprodukálni. Gyakorlatilag teljesen véletlenszerűen bukkannak fel.
Csapadéksávok helyett időnként spirálok (géllapon) vagy hélixek (kémcsőben) keletkeznek.
Rengeteg, amúgy szabályos mintázat tartalmaz térben tovaterjedő hibahelyeket, ami azért meglepő, mert 
a diffúziónak ezeket elvileg el kellene mosnia.
Néha az elsődleges csapadéksávok között megjelenik egy másodlagos csíkrendszer, amely szintén szabályos, de jóval keskenyebb zónákból áll (mintázatkettőződés).
Kémcsőben végrehajtott kísérletek esetén lapos csapadékzónák helyett gyakorta gömb vagy ellipszoid formájú alakzatok keletkeznek.
Valamennyi anomália közül talán a legmeglepőbb mégis az úgynevezett fordított Liesegang-jelenség, amelynél 
a sávok a külső elektrolit diffúziójának irányában haladva nem távolodnak, hanem közelednek egymáshoz. Ennek a szerkezetnek a XX. század során kifejlesztett matematikai modellek szerint léteznie sem volna szabad.

## Javasolt modellek
A Liesegang-mintázatok magyarázatára az elmúlt több mint 100 évben számos kvalitatív modellt dolgoztak ki, 
amelyek közül egyeseket matematikailag egzakt módszerekkel is vizsgáltak.
Valamennyi eddig javasolt elmélet közös sajátossága, hogy a kísérleti tapasztalatokat csak részben 
képesek megindokolni, az anomális szerkezetek kialakulására pedig általában semmiféle magyarázattal nem 
szolgálnak.

### Túltelítési modell
A Liesegang-jelenség első elméletét 1897-ben publikálta Wilhelm Ostwald saját, általános kémiáról szóló könyvében. A kémiában közismert, hogy egyes anyagok kristályosodása csak túltelített oldatból indul meg, mivel a nukleációs gócok képződése kinetikailag gátolt. Ez a kísérleti tapasztalat jelentette Ostwald „túltelítési elméletének” alapját.
Ezen elképzelés szerint a két elektrolit rendszere túltelített marad az első kristály képződéséig. Ezen a ponton aztán robbanásszerűen megindul a szilárd anyag képződése, hiszen az első kristálygóc környezet ekkorra már kellően messze van az egyensúlyi állapottól. Mindez azt jelenti, hogy a kémia reakció egy időre annyira begyorsul, hogy azt a lassú diffúzió nem képes táplálni, vagyis a reakciózóna két oldalán egy-egy széles kiürített sáv keletkezik. A mintázatképződés során tulajdonképpen ez az eseménysor ismétlődik meg sokszor, az okozza a rendszer térbeli és időbeli periodicitását.

### Szolkoagulációs elmélet
A szolkoagulációs elmélet alapfeltevése szerint a csapadék először híg, stabil kolloid diszperzió (szol) formájában keletkezik. A látható csapadék úgy jön létre, hogy a külső elektrolit fölöslege hatására ennek a szolnak a stabilitása megszűnik, majd kicsapódik.

### Diffundáló intermedieren alapuló modellek
A szolkoagulációs modellel kapcsolatban említett elvi problémák kiküszöbölésére számos szerző olyan modelleket javasolt, amelyek lényege, hogy a két elektrolit kezdetben molekulákat, vagy nagyon kis részecskéket képez. Ezek a köztitermék-részecskék szabadon diffundálhatnak a rendszerben ugyanolyan sebességgel, mint az ionok, majd ha koncentrációjuk elér egy kritikus küszöböt, akkor látható csapadékot képeznek. Az erre az alapötletre felépített elméletek lényegében csak a csapadékképződés kinetikájában térnek el egymástól.

### Kompetitív részecskenövekedési modell
Bizonyos kísérleti eredmények arra utalnak, hogy csapadékmintázatok külső koncentrációgradiens nélkül is képződhetnek. Egy olyan zselatin gélben például, amely kezdetben egyenletesen eloszlatott ólom-jodid szolt tartalmaz spontán módon mintázat képződhet egyfajta durvulási mechanizmussal. 
A kompetitív részecskenövekedési modell szerint a mintázatképződés hajtóereje az a termodinamikai instabilitás 
(Lifshitz-Slyozov instabilitás), ami a szolrészecskék méretbeli inhomogenitásából ered. A kisebb átmérőjű 
részecskéknek nagyobb a felületi feszültsége, ami oldhatóságuk enyhe növekedését okozza a nagyobbakéhoz képest. 
Ez pedig azt jelenti, hogy egy ilyen rendszerben a nagyobb részekék a kisebbek rovására képesek növekedni, míg 
utóbbiak végül teljesen eltűnnek a rendszerből, üres régiókat hagyva maguk után. A csapadékzónákat a nagyobb 
részecskék alkotják.

### Diffúziós hullám elmélet
Lényege, hogy a csapadék képződését szinte minden esetben kíséri valamilyen melléktermék keletkezése, amely képes visszaszorítani a csapadékképződés egyensúlyát. A diffúziós hullám elmélet szerint a Liesegang-mintázatok periodicitását ez a melléktermék okozza. Ahol nagy mennyiségű csapadék keletkezik, ott nyilván nagy mennyiségű melléktermék is lesz, ami lokálisan megemeli a csapadék oldhatósági szorzatát és átmenetileg meggátolja annak további keletkezését. Az inhibíciós hatás addig marad fenn, amíg a lassú diffúzió szét nem oszlatja a melléktermék koncentrációcsúcsát.

### Adszorpciós elmélet
Az adszorpciós elmélet egy rendkívül egyszerű, ugyanakkor gyakorlati szempontból szinte bizonyosan kizárható magyarázattal szolgál a Liesegang-mintázatok peiodicitására. Azt állítja, hogy az üres zónák azért jönnek létre, mert a keletkezett csapadék felszínén adszorbeálódik a maradék elektrolit, vagyis a csapadékzóna környezetéből elfogynak a reaktánsok.

### Spinodális lebomlás
Ez a modell tulajdonképpen a diffuzív intermedieren alapuló leírások egy speciális esetének tekinthető. A modell értelmében a két elektrolit kezdetben egy metastabil köztiterméket hoz létre, amely a rendszerben szabadon diffundálhat. Ahol magas koncentrációja miatt instabillá válik, ott immár mozgásra képtelen csapadékká bomlik le.

## Matematikai leírás
Jelölje a a külső, b a belső elektrolit helytől és időtől függő koncentráció-eloszlását, p legyen a csapadék eloszlása. A Liesegang-mintázatok fejlődését leíró reakció-diffúzió egyenletrendszer legáltalánosabb formája a következő:
{\displaystyle {\frac {\partial a}{\partial t}}=D_{a}\nabla ^{2}a-R(a,b,p)}
{\displaystyle {\frac {\partial b}{\partial t}}=D_{b}\nabla ^{2}b-R(a,b,p)}
{\displaystyle {\frac {\partial p}{\partial t}}=R(a,b,p)}
ahol Da és Db a két elektrolit diffúzióállandója, R(a,b,p) pedig a köztük lejátszódó reakció sebességét leíró függvény. A különféle elméletek elsősorban az R reakciótag formájában térnek el egymástól. 
Van ugyanakkor egy  másik szemléletbeli eltérés is az eddig javasolt leírások között, amely alapján azok két nagy csoportba sorolhatók. Léteznek „prenukleációs” és „posztnukleációs” elméletek.
A prenukleációs modellek egyenletrendszere szerkezetileg megegyezik a fentivel, mivel ezek azt feltételezik, hogy a csapadék a két elektrolit reakciójának közvetlen terméke:

{\displaystyle A+B\rightarrow P}
A posztnukleációs elméletek ezzel szemben egy olyan átmeneti termékre alapoznak, amely maga is diffúzióra képes:

{\displaystyle A+B\rightarrow C\rightarrow P}
Ebben az esetben az egyenletrendszer a következőképpen alakul:

{\displaystyle {\frac {\partial a}{\partial t}}=D_{a}\nabla ^{2}a-kab}
{\displaystyle {\frac {\partial b}{\partial t}}=D_{b}\nabla ^{2}b-kab}
{\displaystyle {\frac {\partial c}{\partial t}}=D_{c}\nabla ^{2}b+kab}
{\displaystyle {\frac {\partial p}{\partial t}}=R^{'}(a,b,c,p)}